# Cavtat
Cavtat je naselje u Dubrovačko-neretvanskoj županiji i administrativno sjedište Općine Konavle.

## Zemljopisni položaj
Cavtat je smješten na zapadnim obalama Konavala, 19 km jugoistočno od Dubrovnika, podno Jadranske turističke ceste. Dvanaestak kilometara od Cavtata, ispod strmih litica konavoskih stijena, nalazi se čuvena Pasjača, plaža osebujne ljepote.

## Naziv
Naziv Cavtat je kroatizirani oblik nastao od naziva Civitas vetus, kako su njegovi bjegunci u Dubrovniku nazivali svoje matično naselje Epidaurus.

## Povijest
Na mjestu današnjeg Cavtata nalazila se starogrčka kolonija Epidaurum koja 228. godine prije Krista dolazi pod vlast Rimljana koji tu osnivaju svoju koloniju Epidaurus. Najstariji arheološki nalazi pronađeni na području današnjeg Cavtata iz 6. su stoljeća prije Krista. Ondašnji stanovnici Cavtata napuštaju mjesto povlačeći se pred najezdom Slavena 614. godine na stare ilirske gradine u današnjoj Župi dubrovačkoj, te podno padina brda Srđ u vjerojatno već postojeću utvrdu, kaštel. Tu osnivaju naselje kasnije iskrivljenog latinskog naziva Ragusa, iz čijeg nukleusa je nastao današnji Dubrovnik.
Slavenski Cavtat je nakon toga pripao Travunji, a 1426. godine, od vojvode Radoslava Pavlovića ga otkupljuje Dubrovačka Republika, te tada Cavtat postaje drugi centar Republike i ima važnu ulogu u društvenom životu.

## Gospodarstvo
Gospodarstvo Cavtata se gotovo u cijelosti zasniva na turizmu i ugostiteljstvu te u nešto manjoj mjeri ribarstvu. U Cavtatu danas postoji pet hotela od koji je najpoznatiji hotel Croatia s pet zvjezdica, te brojni restorani, caffe barovi, suvenirnice, luka za prihvat manjih i većih jahti i izletničkih brodica.

## Stanovništvo
Prema popisu stanovništva iz 2011. godine u Cavtatu živi 2 153 stanovnika, uglavnom Hrvata katoličke vjeroispovjesti.
| broj stanovnika | 749   | 634   | 675   | 723   | 708   | 740   | 700   | 774   | 641   | 654   | 821   | 954   | 1585  | 1930  | 2015  | 2153  | 2189  |
|                 | 1857. | 1869. | 1880. | 1890. | 1900. | 1910. | 1921. | 1931. | 1948. | 1953. | 1961. | 1971. | 1981. | 1991. | 2001. | 2011. | 2021. |

## Znamenitosti
U Cavtatu se nalaze kuća Vlaha Bukovca, muzej ambijetalnog gradskog prostora, atelje i galerija umjetnina najznačajnijeg hrvatskog slikara akademskog realizma. Mauzolej obitelji Račić, na groblju Sv. Roka u Cavtatu, remek je djelo u stilu art decoa poznatog kipara Ivana Meštrovića, na kojem je radio i najznačajniji kipar našeg ekspresionizma Juraj Škarpa. Knežev dvor, uz samu cavtatsku rivu, palača je iz 16. st., nekad sjedište dubrovačkog kneza, danas je galerija i zbirka umjetnina zaklade Baltazara Bogišića, pravnika i pisca iz 19. st. Pinakoteka župne crkve Sv. Nikole, čuva vrijedno sakralno blago koje je prikupljano kroz stoljeća.
U Cavtatu su sačuvani i spomenici iz rimskog vremena, između ostaloga ostaci kazališta, kao i ostatci gradskih zidina, akvedukta, monumentalne jezgre - nimfeja i jedne veće gradske vile. Osim toga u Cavtatu postoje brojne stare palače i rezidencije pomoraca. Jedna od najljepših je vila Banac, gdje se trenutno nalaze prostorije Općine Konavala.

## Poznate osobe
Cavtat je rodno mjesto znamenitog hrvatskog pravnika i znanstvenika Baltazara Bogišića, autora Opšteg imovinskog zakonika za knjaževinu Crnu Goru. 
U Cavtatu je 1855. godine rođen Vlaho Bukovac, jedan od najpoznatijih hrvatskih slikara. Poznatija su mu djela velike dekorativne kompozicije Dubravka i Gundulićev san.
Među poznatim osobama rođenim u Cavtatu, neizbježno je i ime hrvatskog političara Frana Supila, rođenog u Cavtatu 1870. godine, borca za sjedinjenje Dalmacije s Hrvatskom.
Cavtat je dao biskupa Vlahu Barbića, pomoćnog biskupa dubrovačke biskupije i naslovnog biskupa surske biskupije.
1912. godine u Cavtatu je rođen hrvatski dirigent Vinko Kalačić.
Hrvatski nogometni sudac Ivica Laptalo.

## Promet
Cavtat je uskom i zavojitom lokalnom cestom dugačkom 2 km, kod mjesta Zvekovice povezan s Jadranskom turističkom cestom. U neposrednoj blizini Cavtata, 5 km istočno, nalazi se dubrovačka zračna luka. U prošlosti, Cavtat je bio željeznička postaja na pruzi Gabela – Zelenika.
S Dubrovnikom je povezan autobusnom linijom 10 prometnog poduzeća Libertas.

## Šport
- Vaterpolski klub Cavtat
- Malonogometni klub Cavtat
- Jedriličarski klub Cavtat
- Nogometni klub Cavtat (ugašen)

## Galerija
- Cavtatska uličica
- Cavtatska riva
- Spomenik Baltazaru Bogišiću
- Cavtat iz uvale Tiha

## Vanjske poveznice

### Sestrinski projekti
|  | Zajednički poslužitelj ima još gradiva o temi Cavtat |

### Turistička zajednica
- Turistička zajednica